# Robia Rashid
Robia Sara Rashid (née le 30 juillet 1977) est une scénariste, productrice et showrunneuse américaine. Elle est connue pour être la créatrice de la série originale Netflix Atypical. Rashid était également co-autrice, co-productrice et superviseure de production sur de la sitcom How I Met Your Mother.

## Biographie
Rashid dit avoir grandi dans une famille bi-raciale du nord du Vermont. Elle est pakistanaise par son père et anglo-irlandaise par sa mère,. Elle a déclaré que sa famille était très influencée par la contre-culture des années 1960, et les décrit comme des « hippies ».
Rashid est diplômée d'une licence en éducation. En 2005, elle sort diplômée de Tisch School of the Arts de l'Université de New York avec un master en beaux-arts dans la filière écriture dramatique.

## Carrière
Rashid commence à travailler dans le secteur à but non lucratif à la Posse Fondation dans le cadre d'un programme de bourses universitaires et de mentorat à destination des enfants du centre-ville de Boston,.
Rashid travaille comme dramaturge à New York avant de commencer à travailler pour des chaînes de télévision.
La professeure d'écriture de Robia Rashid à l'Université de New York, Cindy Chupack, a partagé avec son agent un scénario, ce qui l'a conduite à travailler sur l'écriture de la dernière saison de Will & Grace, et ce immédiatement après avoir été diplômée.
Elle a écrit pour The Loop puis pour Aliens in America.
Entre 2008 et 2012, Rashid travaille sur la série How I Met Your Mother, où elle commence comme scénariste avant de devenir superviseure de production. De 2014 à 2015, elle a également produit et écrit un épisode de la série télévisée The Goldbergs.
Rashid est la créatrice de la série Atypical, nommée aux Peabody Award , une comédie Netflix créée en 2017 qui raconte le parcours d'un jeune homme autiste. Le casting de la série se compose de Keir Gilchrist, Brigette Lundy-Paine, Michael Rapaport et Jennifer Jason Leigh.

## Vie privée
Rashid est marié à Michael Oppenhuizen. Ils ont deux enfants. Elle vit à Los Angeles.

## Récompenses
- 2018 : Peabody Award (nommé) pour Atypical[16]
- 2017 : WGA West, Media Access Awards, Evan Somers Memorial Award[17]
- 2018 : AutFest 2018, Spotlight Award pour Atypical
- 2019 : The Miracle Project, Divertissement Angel Award[18]

## Filmographie
- 2005 : University Place (téléfilm) – scénariste
- 2006 : Will & Grace – scénariste sur 1 épisode
- 2007 : The Loop (série) - scénariste (2 épisodes), membre de l'équipe de scénaristes (1 épisode)
- 2007-2008 : Aliens in America (série) – scénariste (2 épisodes)
- 2008-2012 : How I Met Your Mother (série) – superviseure de production (24 épisodes), coproductrice (24 épisodes), scénariste exécutive (24 épisodes), scénariste (24 épisodes), scénariste (5 épisodes)
- 2011 : The Trainee (série) – productrice associée (3 épisodes)
- 2012 : Friend Me (série) – co-productrice exécutice (8 épisodes), scénariste (1 épisode : « Amanda Is Now Friends with Chuck »)
- 2013 : Camp (série) – consultante en production (1 épisode), scénariste (1 épisode : « The Wedding »)
- 2014 : Bad Teacher (série) – consultante en production (12 épisodes)
- 2014-2015 : The Goldbergs (série) – co-productrice exécutive (24 épisodes), scénariste (1 épisode : « I Rode a Hoverboard! »)
- 2017-2019 : Atypical (série) – créatrice (28 épisodes), productrice exécutive (18 épisodes), scénariste (9 épisodes), réalisatrice (1 épisode)